# フィッシュキル (ニューヨーク州)
フィッシュキル（Fishkill）、または、ビレッジ・オブ・フィッシュキル（Village of Fishkill）は、アメリカ合衆国ニューヨーク州ダッチェス郡にある、通常より規模の大きな集落であり、村（Village）として法人化されている。この村を含む同名の行政単位としてのフィッシュキル、または、タウン・オブ・フィッシュキル（Town of Fishkill）は、周辺地域でも最も高い人口成長を遂げている。この村の人口は、2000年のアメリカ合衆国国勢調査では、1,735 人であった。大都市統計地域としては、ポキプシー（Poughkeepsie）＝ニューバーグ（Newburgh）＝ミドルタウン大都市統計地域の一部に含まれており、さらに、ニューヨーク州、ニュージャージー州、コネチカット州、ペンシルベニア州にまたがる広域のニューヨーク＝ニューアーク＝ブリッジポート合同統計地域に属している。
ビレッジ・オブ・フィッシュキル（Village of Fishkill）は、タウン・オブ・フィッシュキルの北東部に位置する国道9号線（US 9）に臨む集落である。この村は、州間高速道路84号線（Interstate 84）の北側に位置し、ニューヨーク州道52号線（NY 52）が村の中心を通っている。

## 地理
アメリカ合衆国国勢調査局によれば、この村の面積は2.3 km²（0.9平方マイル）である。

## 人口
2000年の国勢調査によれば、人口 1,735人、世帯数 965 世帯、400 家族がこの村に居住していた。人口密度は、1平方マイルあたり 1,978.8人（1平方キロメートルあたり 761.2人）であった。家屋は1,011戸あり、1平方マイルあたり 1,153.0戸（1平方キロメートルあたり 443.6戸）であった。民族構成は、白人が93.72パーセント、アフリカ系が2.77パーセント、大陸先住民族系0.17パーセント、アジア系1.15パーセント、太平洋先住民族系0.06パーセント、その他 1.27パーセント、複数の血統を引く者0.86パーセントであった。いずれの民族であるかを問わず、ヒスパニック、ないし、ラティーノに該当する者は、全体の6.05パーセントであった。また、イタリア系は22.9パーセント、アイルランド系は20.2パーセント、ドイツ系は11.2パーセント、アメリカ系は7.3パーセント、イングランド系は5.4パーセントとなっていた。
965世帯のうち、14.1パーセントには18歳未満の子どもが同居しており、32.2パーセントには婚姻関係にある夫婦が同居し、6.9パーセントには夫のいない女性の世帯主がいて、58.5パーセントは非家族世帯であった。53.9パーセントは単身世帯で、32.8パーセントは65歳以上の独居世帯であった。 世帯員数は平均1.80人、家族員数は平均2.74人であった。 
2000年時点のこの村の人口は、14.1パーセントが18際未満で、4.9パーセントが18歳から24歳、26.9パーセントが25歳から44歳、23.5パーセントが45歳から64歳、30.5パーセントが65歳以上であった。平均年齢は48歳。性比は、女性100人に対し男性74.5人、18歳以上に限ると女性100人に対し男性71.3人であった。
2000年時点のこの村の世帯収入の中央値は、36,344ドルで、家族世帯の収入の中央値は、59,737 ドルであった。男性の所得中央値は48,750ドルであったのに対し、女性は31,898ドルであった。この村の1人あたり所得は26,504ドルであった。人口の8.4パーセント、家族世帯のおよそ4.5パーセントは、貧困線以下の水準にあった。貧困者のうち8.8パーセントは18歳未満、8.9パーセントは65歳以上である。